# Aliénor d'Angleterre (1318-1355)
Pour les articles homonymes, voir Aliénor d'Angleterre.
 (mai 2009).
Si vous disposez d'ouvrages ou d'articles de référence ou si vous connaissez des sites web de qualité traitant du thème abordé ici, merci de compléter l'article en donnant les références utiles à sa vérifiabilité et en les liant à la section « Notes et références ».
Titre
Duchesse consort de Gueldre
mai 1332 – 12 octobre 1343
(11 ans et 5 mois)
Aliénor d'Angleterre (18 juin 1318 - 22 avril 1355), fille d'Édouard II, roi d'Angleterre et d'Isabelle de France, est l'épouse du duc Renaud II de Gueldre.

## Enfance
Née à Woodstock, Oxfordshire le 18 juin 1318, elle fut nommée d'après sa grand-mère paternelle, Éléonore de Castille, et son père donna 333 £ pour la placer au couvent. En 1324, elle fut placée sous la garde de sa cousine Éléonore de Clare, puis envoyée chez Raoul de Monthermer et Isabelle le Despenser à Pleshey avec sa jeune sœur Jeanne de la Tour. En 1325, des négociations entre l'Angleterre et la Castille visèrent à marier Aliénor à Alphonse XI de Castille, mais le montant de la dot fit échouer les négociations.
Aliénor revint chez sa mère, et en 1330, celle-ci négocia pour marier Aliénor et son frère Jean d'Eltham à un fils et une fille du roi Philippe VI de France, mais les négociations échouèrent encore une fois.

## Mariage
Elle épousa Renaud II de Gueldre dit « le Noir » de la Maison de Wassenberg,, à Nimègue en mai 1332. Le mariage fut arrangé par une cousine de sa mère, Jeanne de Valois. Son fiancé, connu pour être sombre en couleur comme en caractère, était veuf et avait déjà eu quatre filles pas encore en âge de se marier. Il avait aussi beaucoup de dettes. Il était connu pour avoir fait emprisonner son père Renaud Ier de Gueldre pendant plus de six ans.
Un acte notarial fut établi lors de la cérémonie de mariage le 24 octobre 1331. Avant le mariage, les stipulations ont été enregistrées dans des documents le 20 octobre 1331. Au XIVe siècle, à cause de l'ingérence des villes, le mariage n'était pas une affaire privée pour la dynastie mais une affaire publique. Pour le contrat de mariage entre Renaud et Aliénor, en sus de 71 chevaliers, quatorze villes ont renoncé à l'application de dispositions.
Le trousseau d'Aliénor contenait une robe de mariée en tissu d'Espagne, des coiffes, des gants, des chaussures, un lit et aussi des biens précieux tels que des épices rares et du sucre. Elle fut bien reçue en Gueldre et donna deux fils à son mari :
- Renaud III (1333 † 1371), duc de Gueldre (1343-1361) ;
- Édouard (1336 † 1371), duc de Gueldre (1361-1371).

Cependant, sans doute à cause de son enfance malheureuse, elle devint nerveuse et soucieuse à l'extrême de plaire à son mari, qui s'en lassa et la renvoya de la cour en 1338, prétextant qu'elle était lépreuse. Elle vécut son bannissement avec ses deux fils au château de Rosendael. Il voulut ensuite faire annuler le mariage. Ne pouvant supporter cette situation, Aliénor revint à la cour au Valkhof de Nimègue, pour contester l'annulation, et n'hésita pas à se déshabiller devant la cour rassemblée pour prouver qu'elle n'avait aucun signe de lèpre et obliger son mari à la reprendre auprès de lui. Elle annonça aussi lors de cet événement que la maison de Wassenberg disparaîtrait sous peu. Il mourut quelques années plus tard après une chute de cheval le 12 octobre 1343.

## Régente
Après le décès de son époux, Aliénor vécut dans la Veluwe, où elle dirigea une cour indépendante ayant rassemblé un cercle de fidèles. Cependant, le parti français avait gagné en influence à la cour de Gueldre et plus particulièrement auprès du chancelier Johan Moliart, pivot du gouvernement. Ce groupe se préparait à trahir le parti français de Philippe de Valois. Très certainement avec l'approbation de Renaud II qui a toujours été connu comme membre du parti du roi Edouard III d'Angleterre, mais il avait déjà eu des contacts avec le roi de France en 1343 sous la direction de Johan Moliart.[Quoi ?]
Ainsi à partir d'octobre 1343, Aliénor pris la régence de son fils âgé de 10 ans, Renaud III. Elle prit en charge la gestion du duché de Gueldre et du comté de Zutphen et contrôla les finances. Elle et son fils étaient entourés d'un certain nombre de nobles et chevaliers qui l'assistèrent dans le travail d'administration de ses terres.
En tant que régente, Aliénor dut accepter et tolérer deux membres de la famille du jeune duc, Dirk van Valkenburg, seigneur de Montjoie, Valkenburg et Voorne, vicomte de Zélande, et grand neveu[Quoi ?] de Renaud III, ainsi que son oncle Jean de Valkenburg, seigneur de Born et Sittard. Dirk van Valkenburg avait pris le château de Nimègue et avait une grande influence sur l'administration. Il portait le titre de juge supérieur. Son oncle Johan occupait la position d'intendant supérieur, ce qui représentait également un poste d'importance. Il était aussi membre du conseil ducal. C'est avec Johan que Renaud III apparut pour la première fois dans une charte du 12 mars 1344. À partir du 20 septembre 1344, Renaud III, ensemble avec sa mère, édicta des chartes sur lesquelles apparaissent son propre sceau. Le fait d'agir en son nom propre pour le jeune duc est probablement le résultat de l'insistance de certains chevaliers. La chevalerie à cette époque était en effet divisée en raison du conflit entre Renaud et son jeune frère Edouard.
Durant cette courte période où Aliénor était au pouvoir, seules deux monnaies ont été frappées, une à Harderwijk et l'autre à Geldern. Il n'y en aura pas d'autre après cette dernière. Son époux pouvait émettre des devises à Arnhem, Harderwijk et Elburg, à Nimègue, à Geldern et Ruremonde.

## La fin de sa vie
Le 22 avril 1355, après douze ans de veuvage, Aliénor mourut à l'âge de 36 ans, dans un couvent cistercien, sans le sou. À la suite d'une guerre de succession entre ses deux fils, Renaud III avait confisqué toutes ses terres. Par fierté, elle ne fit pas appel à son frère Édouard III d'Angleterre.
Elle est enterrée à l'église Broederenkerk (ou "Eglise des frères") de Deventer. Sa pierre tombale ne porte que l'inscription ELEANOR ; cependant, sur le côté sud de la tombe de la reine Philippe de Hainaut à l'abbaye de Westminster, il y a une image d'elle et de son mari.

## Galerie

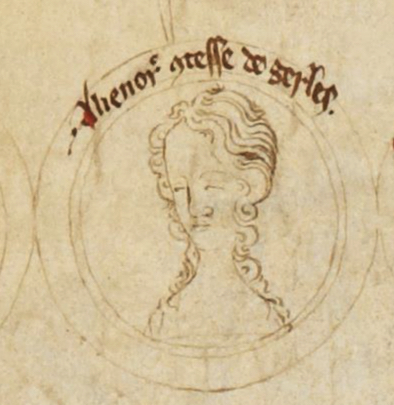
Une illustration de la princesse Aliénor de Woodstock sur le parchemin des rois d'Angleterre dans l'arbre généalogique d'Edward Ier (avant 1308).
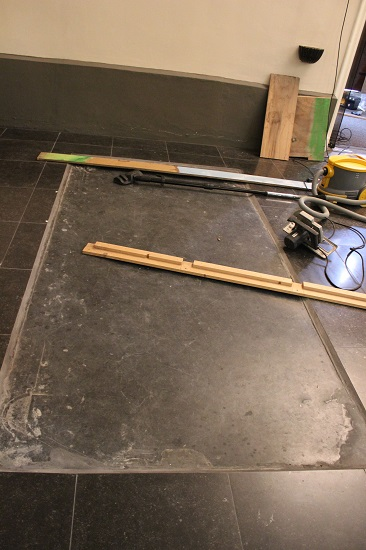
La tombe d'Aliénor dans la Broederenkerk à Deventer.

## Sources
- (en) Cet article est partiellement ou en totalité issu de l’article de Wikipédia en anglais intitulé « Eleanor of Woodstock » (voir la liste des auteurs).